# Zoo de Lourosa
Zoo de Lourosa of Parque Ornitológico Municipal is een dierentuin in Lourosa, Aveiro, Portugal. De dierentuin opende zijn deuren in oktober 1990. Sinds 2000 is het park eigendom van de gemeente Santa Maria da Feira. Het park focust zich uitsluitend op vogelsoorten van de hele wereld en is daarmee de enige in Portugal. 

## Fokprogramma's
Het park neemt deel aan meerdere internationale fokprogramma's en coördineert en beheert de EEP-stamboeken voor de koningsgier en de blauwkeelneushoornvogel.